# Катастрофа Ту-154 в Нуадибу
Катастрофа Ту-154 в Нуадибу — авиационная катастрофа, произошедшая в четверг, 7 августа 1980 года. Авиалайнер Ту-154Б-1 авиакомпании «TAROM» выполнял международный пассажирский рейс по маршруту Бухарест — Нуадибу, но при посадке ночью, в сложных погодных условиях лайнер приземлился на воду, после чего столкнулся с препятствием и разрушился. Погиб 1 человек из 168 на борту (152 пассажира и 16 членов экипажа), ещё 4 получили ранения.

## Самолёт
Ту-154Б-1 с заводским номером 78A-277 и серийным 02-77 был выпущен Куйбышевским авиационным заводом в мае 1978 года. Его продали румынской авиакомпании TAROM, где он получил регистрационный номер YR-TPH  и с 6 июня начал эксплуатироваться. Самолёт был оснащён тремя турбовентиляторными двигателями модели НК-8-2У.

## Катастрофа
Самолёт выполнял международный пассажирский рейс из Бухареста (Румыния) в Нуадибу (Мавритания). На его борту находились 16 членов экипажа, командиром которого был Паул Миту (рум. Paul Mitu), и 152 пассажира, преимущественно моряки, направлявшиеся на службу на находящиеся в Атлантике румынские корабли. Заход на посадку выполнялся ночью в условиях тумана. Когда экипаж снизился до высоты принятия решения (90 метров), то не увидел огней аэродрома, поэтому было принято решение уходить на второй круг. Но тут один из пилотов увидел под ними ровную поверхность, которую принял за аэродром, поэтому снижение было продолжено. Лишь в последний момент экипаж понял, что увиденная ими поверхность на самом деле является водой.
В 350 метрах от берега Ту-154 приземлился на поверхность Атлантического океана, после чего, скользя по ней, врезался в песчаную отмель, в результате чего разломился пополам и остановился в 300 метрах от берега. Сама посадка прошла настолько мягко, что сидевшие в хвостовой части пассажиры даже не сразу поняли, что самолёт оказался в воде, а потому ждали, когда начнётся высадка по трапу. Через образовавшийся в фюзеляже разлом пассажиры выбрались на крыло. Несмотря на то, что в море было много акул, те не приближались к авиалайнеру, так как в средний двигатель, из-за высокого расположения воздухозаборника, вода не попала и он продолжал работать, отпугивая своим шумом хищников. Через полчаса—час прибыли корабли береговой охраны Мавритании. Поначалу считалось, что выжили все находящиеся на борту, но позже в хвостовой части было найдено тело женщины. Как показала экспертиза, смерть пассажирки наступила не от жёсткой посадки, а от сердечного приступа. Больше никто из находящихся на борту не погиб. Также серьёзные травмы получили 2 пассажира, стюардесса и второй пилот. Ещё несколько пассажиров из первого класса получили лёгкие травмы.

## Причины
Причиной катастрофы по версии следствия стало нарушение в работе навигационного оборудования аэропорта, а авиадиспетчер не предупредил об этом пилотов. В результате авиалайнер несколько отклонился к югу от нормальной траектории захода на посадку, а потому экипаж не увидел огни аэродрома там, где ожидал. Пилоты же были признаны невиновными. Авиакомпании TAROM была выплачена компенсация размером 36 миллионов долларов.